# ロゼッタ岬
ロゼッタ岬(英語: Rosetta Head）(Kongkengguwarとも)は、ヴィクターハーバー市の郊外、エンカウンターベイに位置する崖であり、アデレードからは77キロ離れている。エンカウンター湾海岸沿いにある有名なスポットの一つであり、ここから隣接する海岸やヴィクターハーバー等の周辺の町を見渡せることが出来る。